# Децим Юний Брут Сцева (консул 292 пр.н.е.)
Вижте пояснителната страница за други личности с името Децим Юний Брут Сцева.
Децим Юний Брут Сцева (на латински: Iunius Brutus Scaeva) e политик на Римската република.

## Политическа кариера
През 293 пр.н.е. той е легат на консул Спурий Карвилий Максим. Те превземат Коминиум и се бият успешно против разбунтувалите се фалиски и етруските. През 292 пр.н.е. е консул с Квинт Фабий Максим Гург.